# NSA Suite B Cryptography
Die NSA Suite B Cryptography oder kurz Suite B ist eine Sammlung kryptographischer Algorithmen, die 2005 von der NSA zusammengestellt wurde. Die Algorithmen für einen Einsatz im hochsensiblen Bereich Suite A wurden noch nicht veröffentlicht.
Bei den asymmetrischen Verfahren kommt Elliptische-Kurven-Kryptographie zum Einsatz.

## Algorithmen
Suite B enthält folgende Algorithmen:
| Zweck              | Algorithmus                                  | Parameterlänge bei Geheimhaltungsstufe … | Parameterlänge bei Geheimhaltungsstufe … |
| Zweck              | Algorithmus                                  | „geheim“                                 | „streng geheim“                          |
| ------------------ | -------------------------------------------- | ---------------------------------------- | ---------------------------------------- |
| Verschlüsselung    | AES                                          | 128                                      | 256                                      |
| Digitale Signatur  | DSA in elliptischen Kurven (ECDSA)           | 256                                      | 384                                      |
| Schlüsselaustausch | Diffie Hellman in elliptischen Kurven (ECDH) | 256                                      | 384                                      |
| Hashfunktion       | SHA-2                                        | 256                                      | 384                                      |

Die Einstufung der Sicherheitsstufe erfolgt nach der Stärke der Verschlüsselung. Die Vorgaben beziehen sich dabei auf die Einstufung in Bedürfnisse der amerikanischen Behörden und definieren damit auch die Zertifizierung für Unternehmen.
Die NSA setzt in ihrer Technik auf 26 Softwarepatente.

## Zertifizierung und Sicherheitseinstufung
Softwarehersteller können ihre Produkte, die auf Suite-B-Algorithmen basieren, zertifizieren und auf Sicherheit überprüfen lassen. Für einige Einsatzbereiche in hochsensiblen Datenumgebungen (z. B. Regierung) ist eine Überprüfung Pflicht.
Für den Einsatz von Software bei der US-Regierung muss ein Produkt einen Zertifizierungsprozess des Cryptographic Module Verification Program (CMVP) durchlaufen. Dabei wird durch externe Labore eine Sicherheitsüberprüfung vorgenommen. Zertifizierte Produkte können uneingeschränkt bei der US-Regierung eingesetzt werden.
Im August 2015 gab die NSA bekannt, dass sie „in nicht allzu ferner Zukunft“ planen, zu quantensicheren Algorithmen zu wechseln. Außerdem empfiehlt sie denjenigen, die noch nicht zu Suite B gewechselt sind, keinen signifikanten Aufwand zu betreiben, zu Suite B zu wechseln, sondern lieber den Umstieg auf kommende quantensichere Algorithmen zu planen. Andererseits wird jedoch betont, dass die NSA nicht davon abrät, die Suite B zu benutzen, sondern in allen Fällen, in denen elliptische Kurven geeignet sind, die Suite B bevorzugt werden sollte. Dies soll für mehr Flexibilität sorgen. Im Januar 2021 gab die NSA in ihrem Jahresrückblick 2020 bekannt, dass die NSA einer neuen Suite mit quantensicheren Algorithmen zugestimmt hat.